# エルアイ武田
株式会社エルアイ武田（エルアイたけだ、英文:L.I. Takeda, Ltd.）は、日本の企業。武田薬品グループの特例子会社である。本社を大阪府大阪市中央区道修町に置く。

## 会社概要
1995年（平成7年）6月、武田薬品の特例子会社として、障害者雇用を目的に設立。グループ内のオフィスサポートを中心とした業務を担う。
2015年（平成27年）6月には設立20周年を迎えた。

## 沿革
- 1995年（平成7年）6月16日 - 設立。
- 1995年（平成7年）10月1日 - 事業開始。

## 事業所
- 本社
  - 〒541-0045 - 大阪府大阪市中央区道修町二丁目3番6号（武田道修町ビル内）

## 事業内容
- 印刷・組版・データ入力業務
- 包装補助業務
- 洗濯業務
- コピー業務
- 清掃業務（武田薬品グループ内）

### 本社地区
- 包材グループ
- ドキュメントグループ
- 清掃グループ
- 経営企画室（コピーセンター）

### 吹田地区
- 武田薬品「研修所」・寮の清掃業務（大阪府吹田市）

### 十三地区
- 武田薬品「大阪工場」内の清掃・洗濯業務（大阪府大阪市淀川区十三本町）

### 湘南地区
- 武田薬品「湘南研究所」内の清掃・洗濯業務（神奈川県藤沢市湘南）